# از دست دادن ناجورتخمی

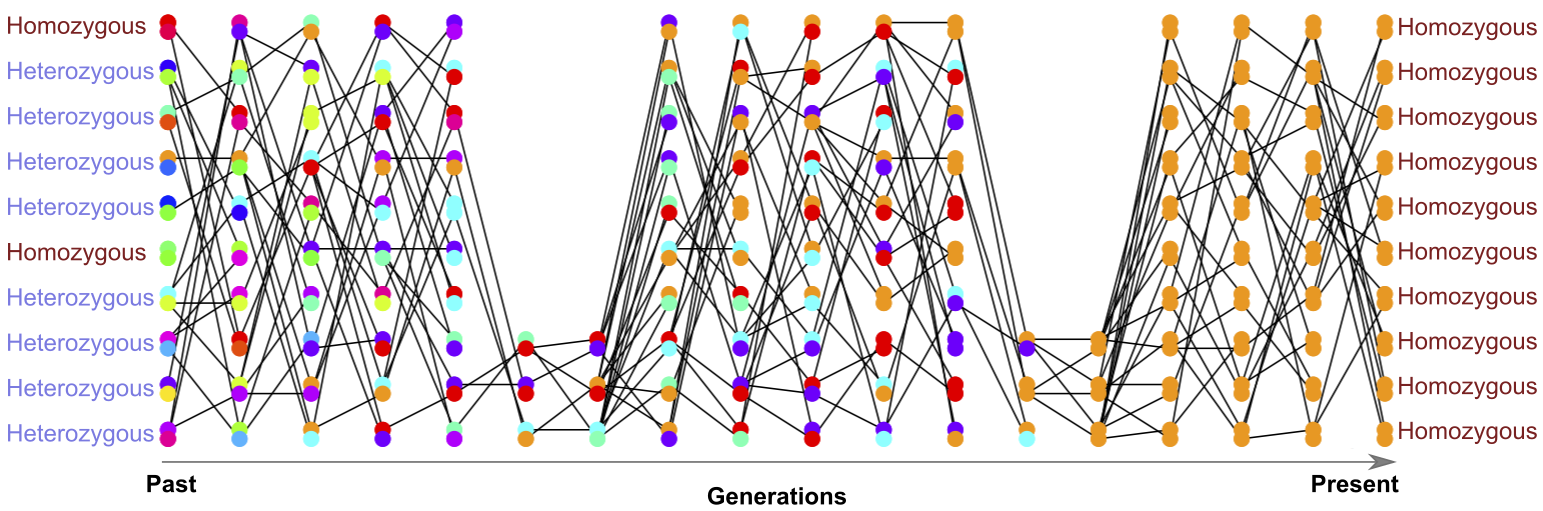
نمونه ای از از دست دادن ناجورتخمی در طول زمان، در جمعیت تنگنا. آلل‌های مختلف در رنگ‌های مختلف رنگ‌آمیزی شده‌اند. یک جمعیت دیپلوئیدی از ۱۰ نفر، که به‌طور مکرر به سه نفر کاهش یافت، سبب جورتخمی همه افراد شد.

از دست دادن ناجورتخمی یا از دست دادن هتروزیگوسیتی (به انگلیسی: Loss of heterozygosity) نوعی ناهنجاری ژنتیکی در جانداران دیپلوئیدی است که در آن یک نسخه از کل یک ژن و ناحیه کروموزومی پیرامون آن از بین می‌رود. از آنجایی که سلول‌های دیپلوئید دو نسخه از ژن‌های خود دارند، یکی از هر والدین، یک نسخه از ژن گمشده هنوز باقی می‌ماند. اما هر گونه ناجورتخمی، تفاوت جزئی بین نسخه‌های ژن به ارث رسیده از هر یک از والدین، دیگر وجود ندارد.